# Лорд Форрестер
Лорд Форрестер — наследственный титул в системе Пэрства Шотландии. Он был создан 23 июля 1633 года для сэра Джорджа Форрестера, 1-го баронета (ум. 1654). Ещё в 1625 году для него был создан титул баронета из Корсторфина (Баронетство Новой Шотландии).

## История
Через три года после смерти Джорджа Форрестера, в 1657 году, его зять Джеймс Бейли (1629—1679), который принял фамилию «Форрестер», унаследовал титул 2-го лорда Форрестера. Единственный ребёнок Джеймса Бейли скончался в 1652 году. В 1679 году после гибели Джеймса Бейли-Форрестера титул унаследовал его младший брат, Уильям Бейли, 3-й лорд Форрестер (1632—1681). Его сын, Уильям, который принял фамилию «Форрестер», унаследовал титул в 1681 году. Мужская линия рода пресеклась в 1763 году после смерти Уильяма Форрестера, 7-го лорда Форрестера. Ему наследовала Кэролайн Кокберн из Ормистоуна (ум. 1784), дочь 6-го лорда Форрестера. Её единственная дочь, Энн Мэри Кокберн (ум. 1808), унаследовала титул в 1784 году.
В 1808 году после смерти Эн Мэри Кокберн титул перешел к её дальнему родственнику, Джеймсу Гристону, 4-му виконту Гримстону (1775—1845), который в 1815 году получил титул 1-го графа Верулама. В настоящее время титул лорда Форрестера носят графы Верулам.

## Баронеты Форрестер из Корсторфина (1625)
- 1625—1654: Сэр Джордж Форрестер, 1-й баронет (умер 1654), единственный сын Генри Форрестера (ум. 1612/1618), лорд Форрестер с 1633 года.

## Лорды Форрестер (1633)
- 1633—1654: Джордж Форрестер, 1-й лорд Форрестер (ум. 1654), единственный сын Генри Форрестера (ум. 1612/1618);
- 1654—1679: Джеймс Бейли, 2-й лорд Форрестер (29 октября 1629 — 26 августа 1679), старший сын генерал-майора Уильяма Бейли, зять предыдущего, женат на его дочери Джоанне Форрестер;
- 1679—1681: Уильям Бейли, 3-й лорд Форрестер (12 декабря 1632 — май 1681), младший брат предыдущего, женат на Лилиас Форрестер, дочери 1-го лорда Форрестера;
- 1681—1705: Уильям Форрестер, 4-й лорд Форрестер (ум. 1705), единственный сын предыдущего;
- 1705—1727: Полковник Джордж Форрестер, 5-й лорд Форрестер (23 марта 1688 — 17 февраля 1727), сын предыдущего;
- 1727—1748: Джордж Форрестер, 6-й лорд Форрестер (10 июля 1724 — 26 июля 1748), сын предыдущего;
- 1748—1763: Уильям Форрестер, 7-й лорд Форрестер (ум. в ноябре 1763), сын предыдущего;
- 1763—1784: Кэролайн Кокберн из Ормистоуна, 8-я леди Форрестер (ум. 25 февраля 1784), сестра предыдущего;
- 1784—1808: Энн Мэри Кокберн из Ормистоуна, 9-я леди Форрестер (ум. 3 декабря 1808), единственная дочь предыдущей;
- 1808—1845: Джеймс Уолтер Гримстон, 1-й граф Верулам, 10-й лорд Форрестер (26 сентября 1775 — 17 ноября 1845), единственный сын; Джеймса Гримстона, 3-го виконта Гримстона (1747—1808), и Гарриот Уолтер. Внук по материнской линии Гарриот Форрестер, дочери полковника Джорджа Форрестера, 5-го лорда Форрестера.

Дальнейшими лордами Форрестер являлись графы Верулам.